# BMW řady 5
BMW řady 5 (BMW 5 nebo anglicky BMW 5 Series) je úspěšný automobil vyšší střední třídy německé automobilky BMW sídlící v Mnichově. Vyrábí se od roku 1972, nyní v 8. generaci. Legendárním vozem je sportovní model M5, který je považován za nejrychlejší čtyřdveřový vůz současnosti. Modely s karosérií kombi označuje BMW jako Touring. Je to druhý nejprodávanější model BMW po vozech 3. řady, nicméně se z 50 % se podílí na celkovém zisku společnosti. Dne 29. ledna 2008 byl vyroben pětimiliontý vůz této řady, přičemž se jednalo o limuzínu verze 530d v černé metalíze.

## První generace – E12 (1972–1981)
|  |  |  |

5. řada debutovala v roce 1972 na frankfurtském autosalónu, kde byly představeny modely BMW 520 a BMW 520i, osazené 4válcovým motorem, poskytujícím 115 resp. 130 koňských sil. Současně byl tímto představen nový systém značení vozů BMW, kdy první číslo určuje modelovou řadu a následující dvě informují o objemu motoru.
Neopakovatelný design všech automobilů BMW sedmdesátých let stanovil francouzský designer Paul Bracq. Protáhlé a hladké linie, velká okna a nízká karoserie, originální prvky – například zdvojené přední světlomety či prohnutí zadních sloupků karoserie – byly provedeny v novém stylu a s použitím nových technologií.
V druhém roce výroby byl na trh uveden první model s šestiválcovým motorem – BMW 525, s výkonem 145 koňských sil. Úsilí o postupné zvyšování výkonů motorů bylo jedním z hlavních důvodů rozšiřování modelové řady v následujících letech.
V rámci této řady byly vyráběny následující modely:
| Model   | Objem    | Počet válců | Výkon                              | Točivý moment           | Nejvyšší rychlost | Výroba od – do    |
| ------- | -------- | ----------- | ---------------------------------- | ----------------------- | ----------------- | ----------------- |
| 518     | 1766 cm³ | 4           | 66 kW (90 k.s.) při 5500 ot./min   | 145 Nm při 3500 ot./min | 160 km/h          | 05/1974 – 02/1975 |
| 518     | 1766 cm³ | 4           | 66 kW (90 k.s.) při 5800 ot./min   | 143 Nm při 3700 ot./min | 160 km/h          | 02/1975 – 08/1976 |
| 518     | 1766 cm³ | 4           | 66 kW (90 k.s.) při 5800 ot./min   | 143 Nm při 3700 ot./min | 160 km/h          | 04/1976 – 01/1978 |
| 518     | 1766 cm³ | 4           | 66 kW (90 k.s.) při 5800 ot./min   | 140 Nm při 3700 ot./min | 160 km/h          | 01/1978 – 02/1980 |
| 518     | 1766 cm³ | 4           | 66 kW (90 k.s.) při 5500 ot./min   | 140 Nm při 4000 ot./min | 160 km/h          | 02/1980 – 05/1981 |
| 520/4   | 1990 cm³ | 4           | 85 kW (115 k.s.) při 5800 ot./min  | 165 Nm při 3700 ot./min | 173 km/h          | 02/1972 – 02/1975 |
| 520/4   | 1990 cm³ | 4           | 85 kW (115 k.s.) při 5600 ot./min  | 165 Nm při 3700 ot./min | 176 km/h          | 05/1976 – 03/1979 |
| 520/6   | 1990 cm³ | 6           | 90 kW (122 k.s.) při 6000 ot./min  | 160 Nm při 4000 ot./min | 180 km/h          | 03/1977 – 06/1981 |
| 520i    | 1990 cm³ | 4           | 96 kW (130 k.s.) při 5800 ot./min  | 181 Nm při 4500 ot./min | 183 km/h          | 03/1972 – 08/1976 |
| 520i    | 1990 cm³ | 4           | 92 kW (125 k.s.) při 5700 ot./min  | 175 Nm při 4350 ot./min | 181 km/h          | 04/1976 – 07/1979 |
| 525     | 2494 cm³ | 6           | 107 kW (145 k.s.) při 6000 ot./min | 212 Nm při 4000 ot./min | 193 km/h          | 06/1973 – 08/1976 |
| 525     | 2494 cm³ | 6           | 110 kW (150 k.s.) při 5800 ot./min | 212 Nm při 4000 ot./min | 193 km/h          | 05/1976 – 02/1977 |
| 525     | 2494 cm³ | 6           | 110 kW (150 k.s.) při 5800 ot./min | 208 Nm při 4000 ot./min | 193 km/h          | 02/1977 – 06/1981 |
| 528     | 2788 cm³ | 6           | 121 kW (165 k.s.) při 5800 ot./min | 238 Nm při 4000 ot./min | 198 km/h          | 11/1974 – 08/1976 |
| 528     | 2788 cm³ | 6           | 125 kW (170 k.s.) při 5800 ot./min | 238 Nm při 4000 ot./min | 198 km/h          | 03/1976 – 09/1977 |
| 528i    | 2788 cm³ | 6           | 130 kW (177 k.s.) při 5800 ot./min | 235 Nm při 4300 ot./min | 208 km/h          | 01/1977 – 02/1978 |
| 528i    | 2788 cm³ | 6           | 135 kW (184 k.s.) při 5800 ot./min | 240 Nm při 4200 ot./min | 208 km/h          | 02/1978 – 06/1981 |
| M 3.0*  | 2895 cm³ | 6           | 132 kW (180 k.s.) při 6000 ot./min | ? Nm při ? ot./min      | ? km/h            | ?/1974 – 01/1977  |
| M 3.0i* | 2895 cm³ | 6           | 147 kW (200 k.s.) při 6000 ot./min | ? Nm při ? ot./min      | ? km/h            | ?/1974 – 01/1977  |
| M 3.3i* | 3210 cm³ | 6           | 147 kW (200 k.s.) při 6000 ot./min | 290 Nm při 4250 ot./min | 212 km/h          | 1974–1977         |
| M 3.5i* | 3453 cm³ | 6           | 160 kW (218 k.s.) při 6000 ot./min | 310 Nm při 4000 ot./min | 222 km/h          | 1979–1980         |
| M 535i* | 3453 cm³ | 6           | 160 kW (218 k.s.) při 5200 ot./min | 310 Nm při 4000 ot./min | 222 km/h          | 04/1980 – 05/1981 |

* Vozy vyrobené BMW Motorsport GmbH (dnes BMW M GmbH)
V Jihoafrické Republice byly na závodě BMW v Pretorii montovány verze 520i, 528i and 530i.

## Druhá generace – E28 (1982–1988)
Druhá generace páté řady přímo navazovala na úspěšnou sérii modelů E12 a vyráběla se v letech 1981 – 1988. V roce 1983 se do výroby dostaly také poprvé v 5. řadě modely s dieselovým motorem. E28 byla také první sérií, která měla navržený středový tunel orientovaný směrem na řidiče a s možností systému ABS. Série E28 byla nahrazena v roce 1988 sérií E34.

Během produkce série E28 došlo také v k prvnímu představení BMW M5.

## Třetí generace – E34 (1988–1996)
Sériová výroba modelu E34 byla zahájena v únoru 1988 a byl vyráběn až do června 1996, kdy jej nahradil model E39.

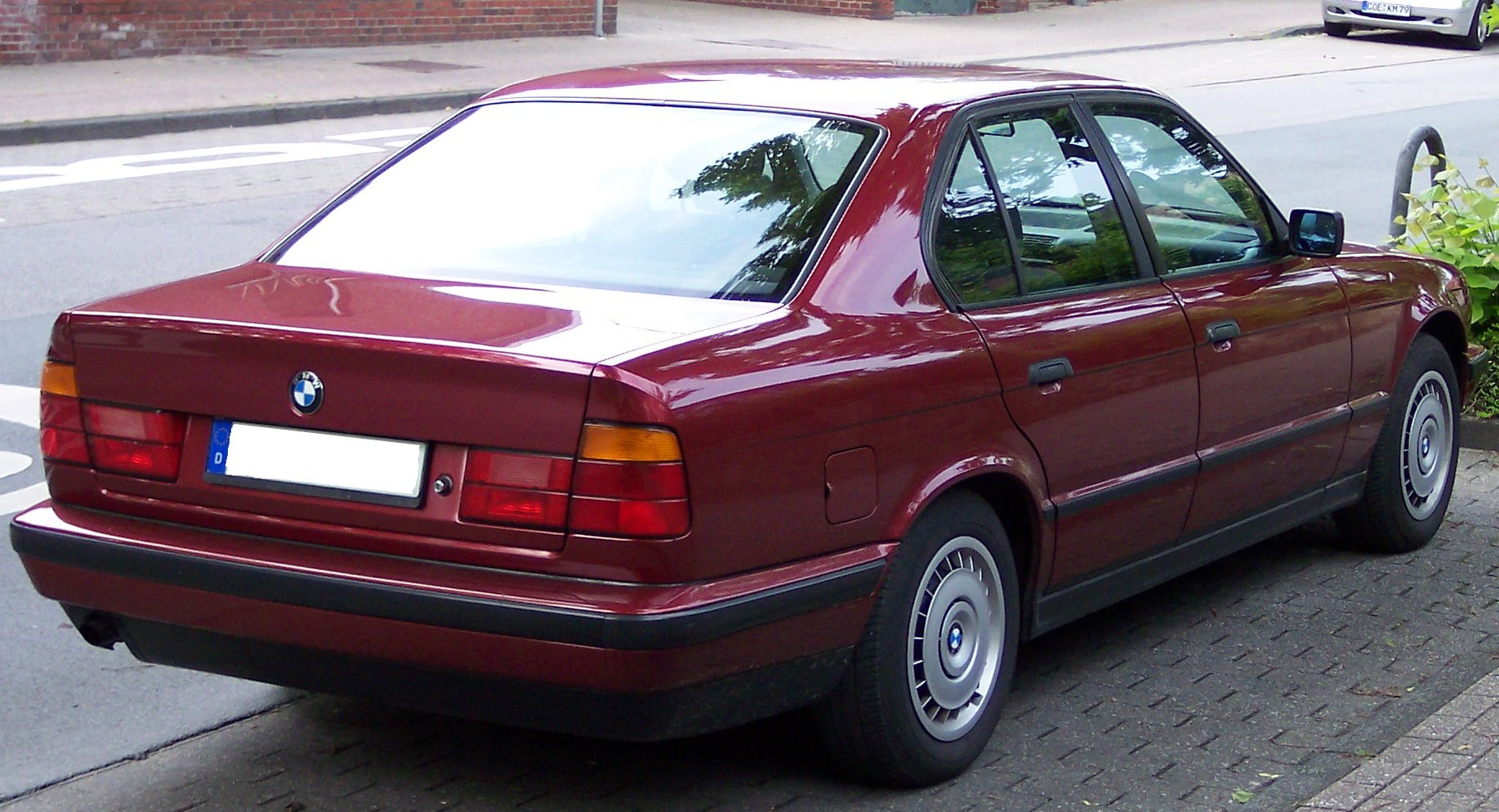
BMW E34 (1992–1994)
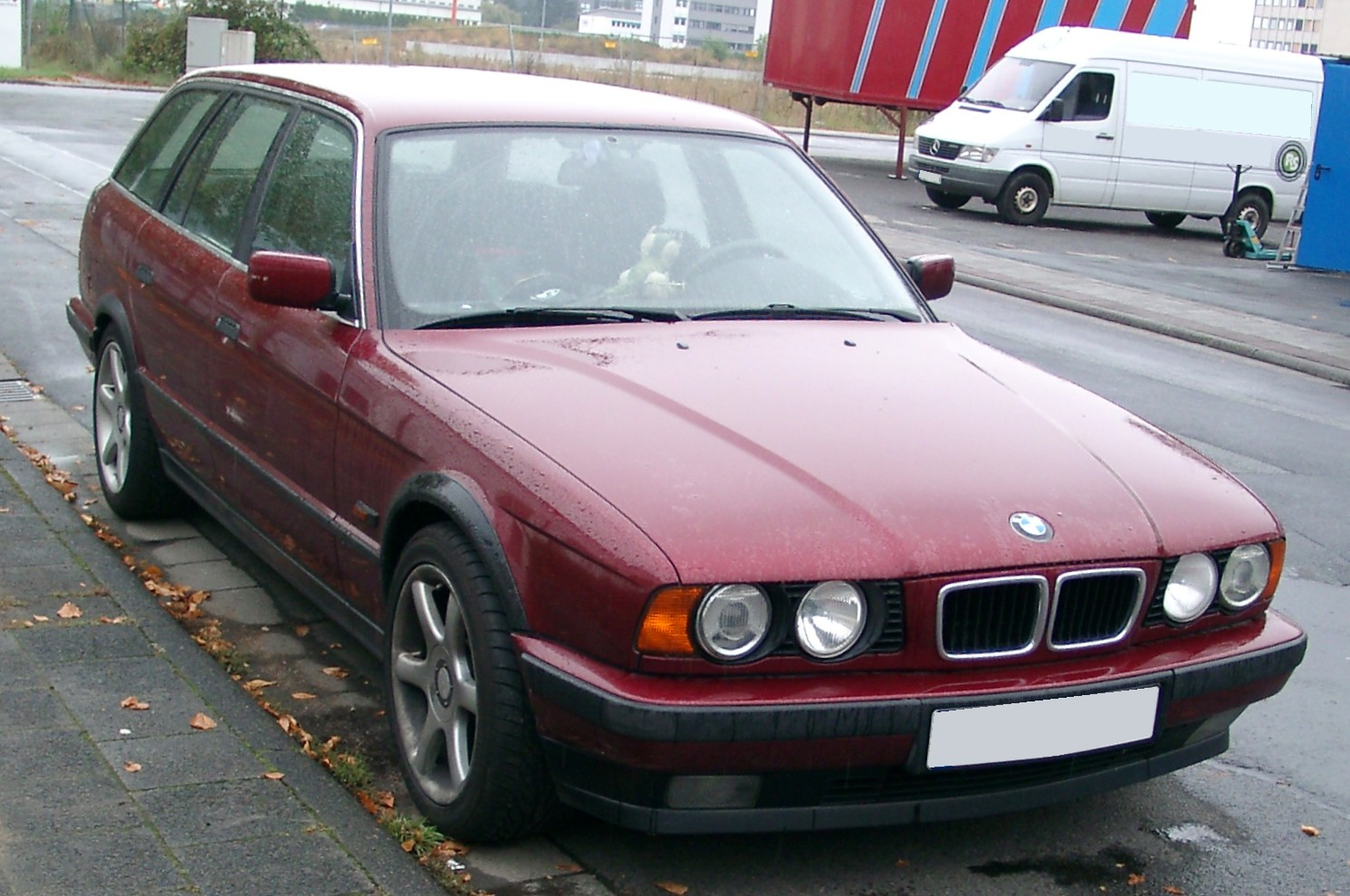
BMW E34 Touring (1992–1994), V8-Version)
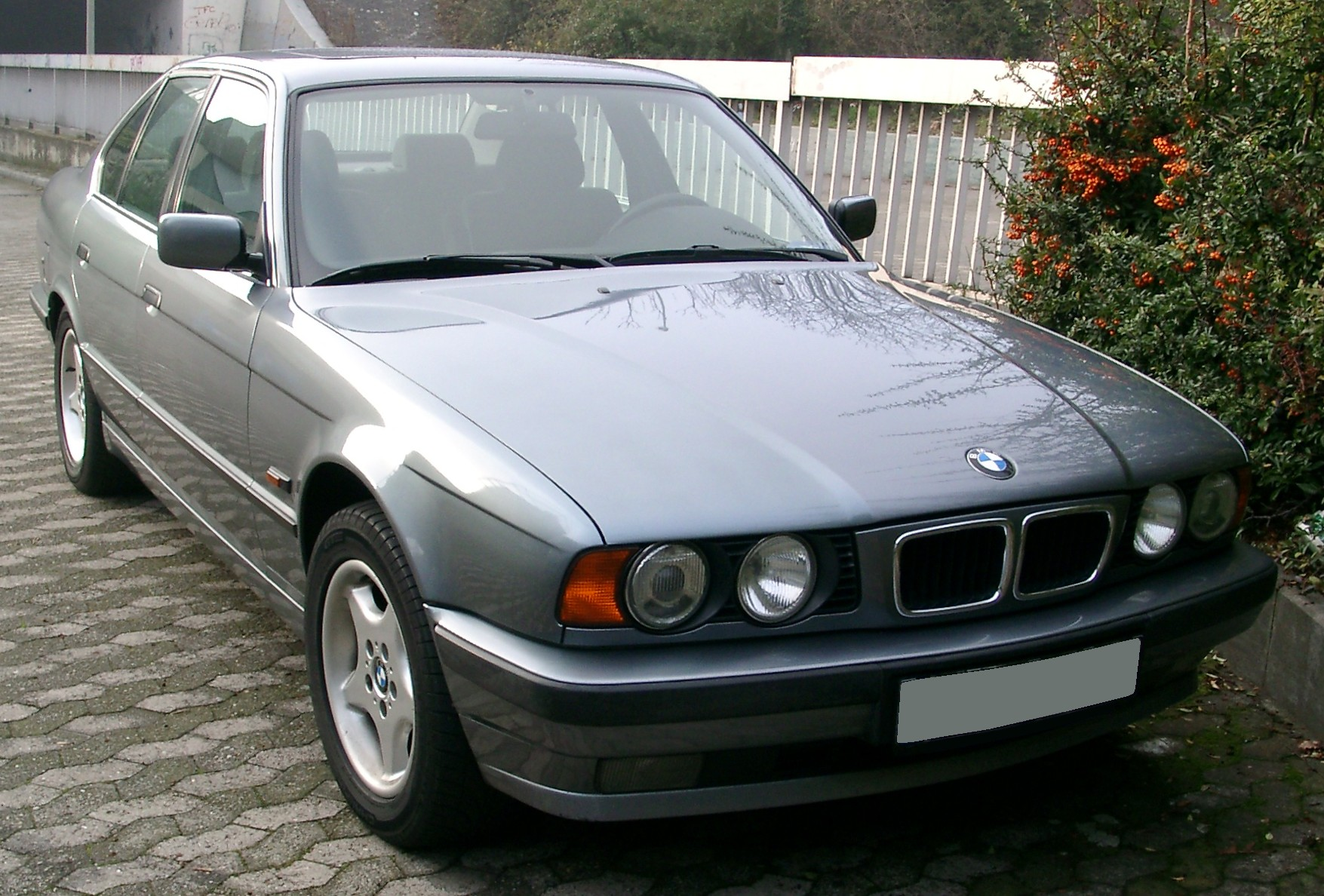
BMW E34 (1994–1995)
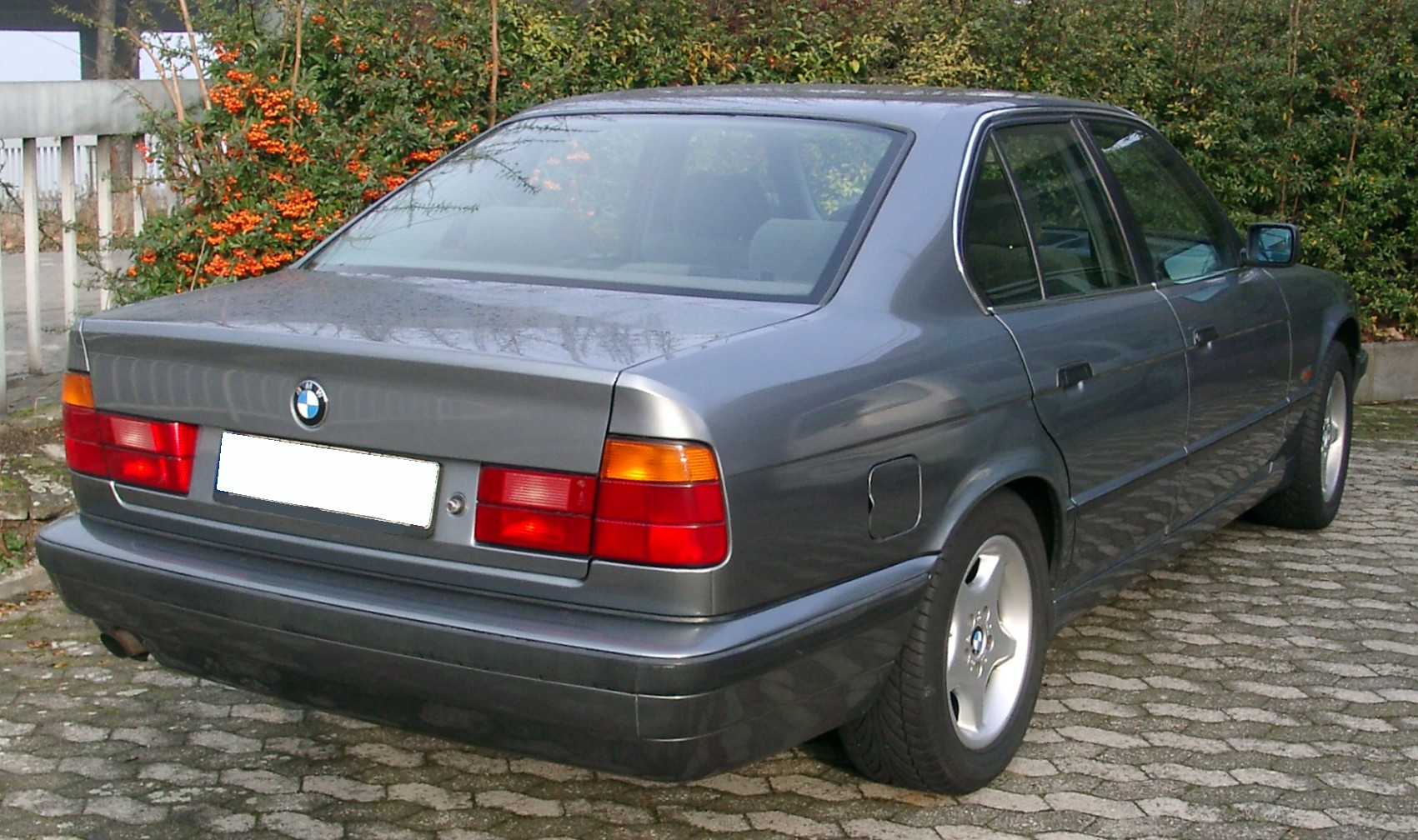
BMW E34 (1994–1995)
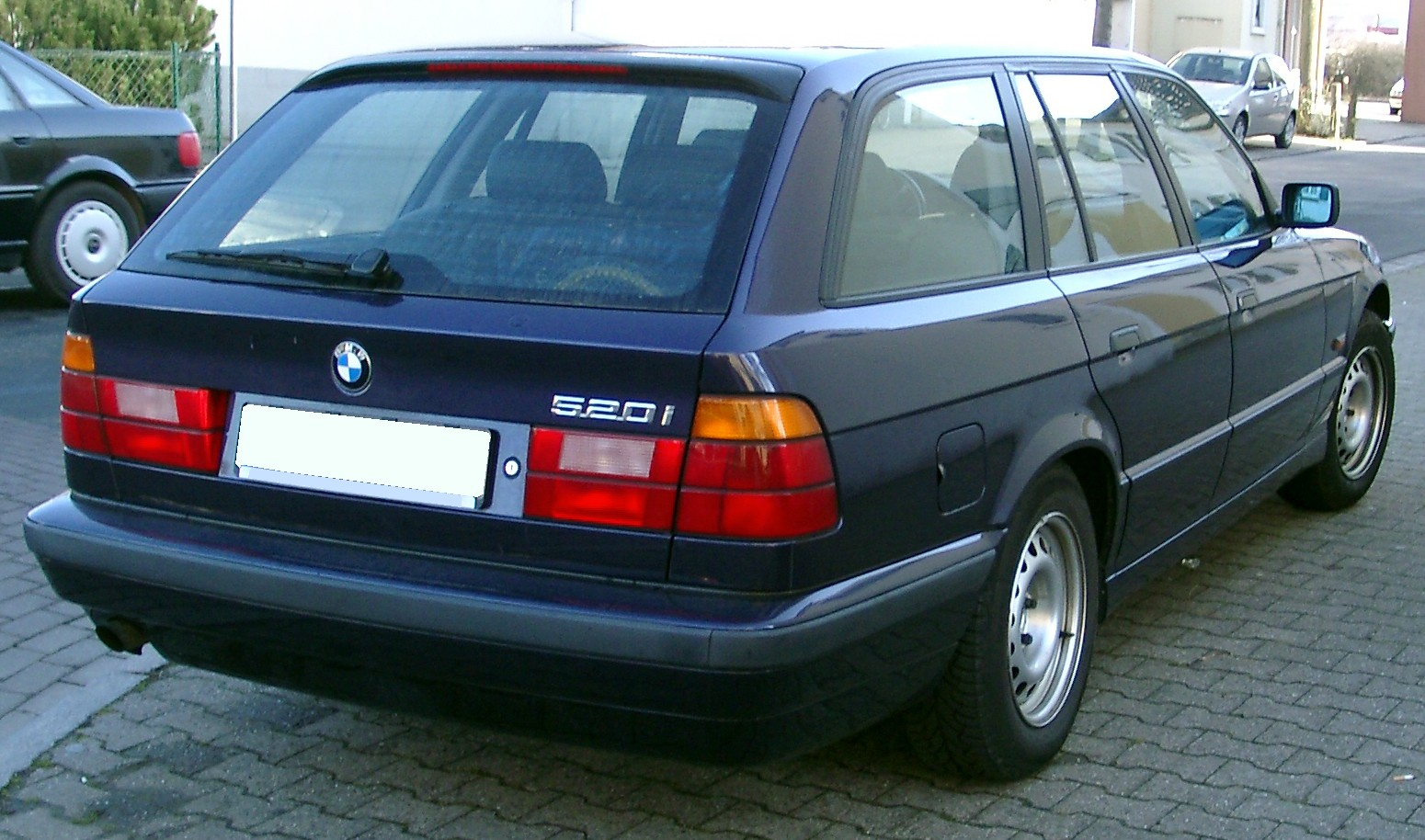
BMW E34 Touring (1994–1996)

V rámci této řady byly vyráběny následující modely:
| Model  | Označení | Počet válců | Výkon                             | Točivý moment                         |
| ------ | -------- | ----------- | --------------------------------- | ------------------------------------- |
| 518i   | M40B18   | 4           | 83 kW (111 hp) při 5 500 ot./min  | 165 N⋅m (122 lb⋅ft) při 4 250 ot./min |
| 518i   | M43B18   | 4           | 85 kW (114 hp) při 5 500 ot./min  | 168 N⋅m (124 lb⋅ft) při 3 900 ot./min |
| 520i   | M20B20   | 6           | 95 kW (127 hp) při 6 000 ot./min  | 174 N⋅m (128 lb⋅ft) při 4 000 ot./min |
| 520i   | M50B20   | 6           | 110 kW (148 hp) při 6 000 ot./min | 190 N⋅m (140 lb⋅ft) při 4 700 ot./min |
| 520i   | M50B20TU | 6           | 110 kW (148 hp) při 5 900 ot./min | 190 N⋅m (140 lb⋅ft) při 4 200 ot./min |
| 525i   | M20B25   | 6           | 125 kW (168 hp) při 5 800 ot./min | 222 N⋅m (164 lb⋅ft) při 4 300 ot./min |
| 525i   | M50B25   | 6           | 141 kW (189 hp) při 6 000 ot./min | 245 N⋅m (181 lb⋅ft) při 4 700 ot./min |
| 525i   | M50B25TU | 6           | 141 kW (189 hp) při 5 900 ot./min | 250 N⋅m (184 lb⋅ft) při 4 200 ot./min |
| 530i   | M30B30   | 6           | 138 kW (185 hp) při 5 500 ot./min | 260 N⋅m (192 lb⋅ft) při 4 300 ot./min |
| 530i   | M60B30   | 8           | 160 kW (215 hp) při 5 800 ot./min | 290 N⋅m (214 lb⋅ft) při 4 500 ot./min |
| 535i   | M30B35   | 6           | 155 kW (208 hp) při 5 700 ot./min | 305 N⋅m (225 lb⋅ft) při 4 000 ot./min |
| 540i   | M60B40   | 8           | 210 kW (282 hp) při 5 800 ot./min | 400 N⋅m (295 lb⋅ft) při 4 500 ot./min |
| M5     | S38B36   | 6           | 232 kW (311 hp) při 6 900 ot./min | 360 N⋅m (266 lb⋅ft) při 4 750 ot./min |
| M5     | S38B38   | 6           | 250 kW (335 hp) při 6 900 ot./min | 400 N⋅m (295 lb⋅ft) při 4 750 ot./min |
| 524td  | M21D24   | 6           | 85 kW (114 hp) při 4 800 ot./min  | 222 N⋅m (164 lb⋅ft) při 2 400 ot./min |
| 525td  | M51D25   | 6           | 85 kW (114 hp) při 4 800 ot./min  | 222 N⋅m (164 lb⋅ft) při 1 900 ot./min |
| 525tds | M51D25   | 6           | 105 kW (141 hp) při 4 800 ot./min | 260 N⋅m (192 lb⋅ft) při 2 200 ot./min |

## Čtvrtá generace – E39 (1995–2004)
Prodej modelu E39 byl zahájen v roce 1995 na trzích v Německu a Velké Británii. Na ostatní trhy dorazil o rok později.
V září 2000 byla série E39 vizuálně a technicky revidována. Nově vůz dostal populární přední světla „Angel eyes“, pozměněná zadní světla, nové nárazníky a mlhovky. Modernizována byla i paleta motorů. V interiéru vůz např. dostal nový navigační systém s moderním displejem 16 : 9.

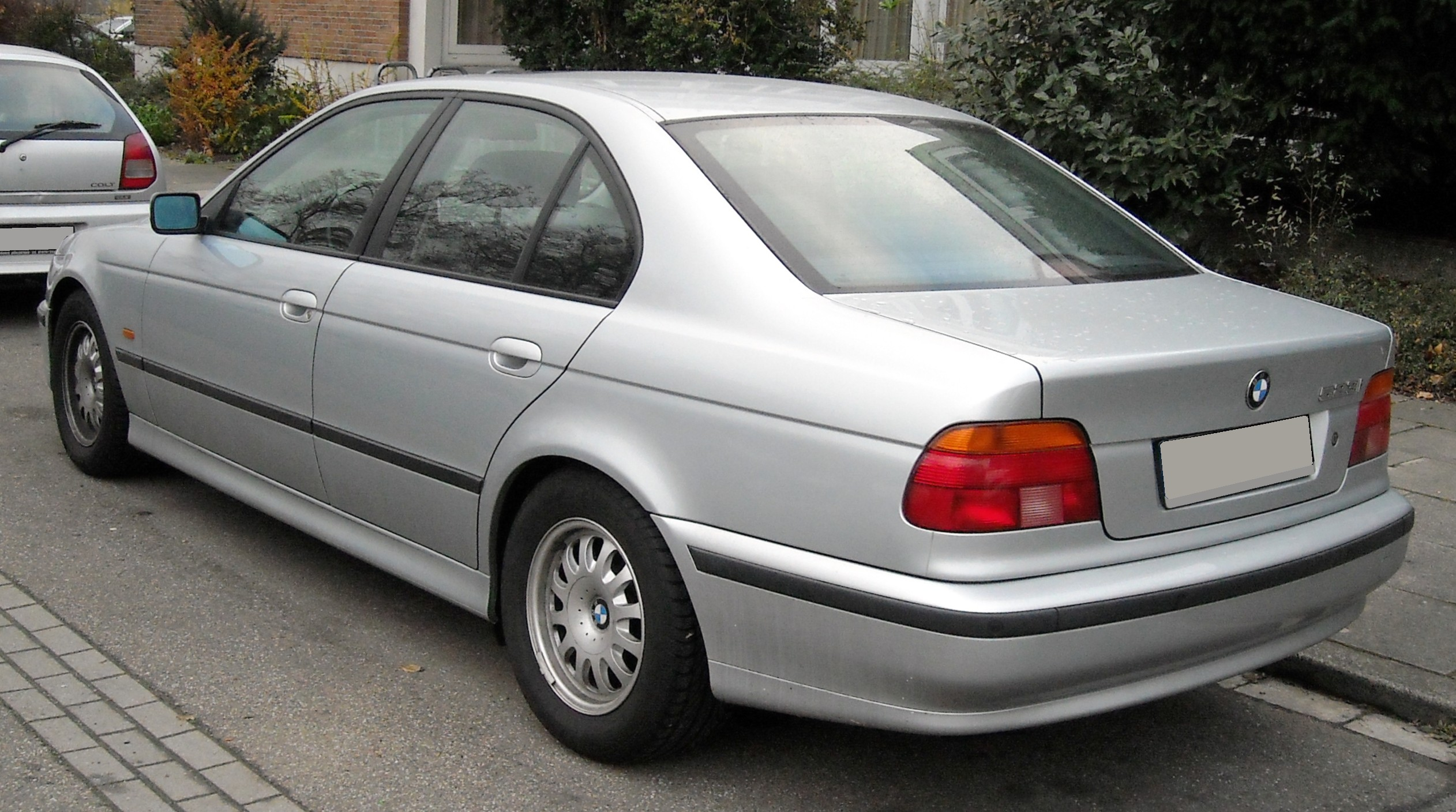
BMW 523i E39 Limousine (1995–2000)
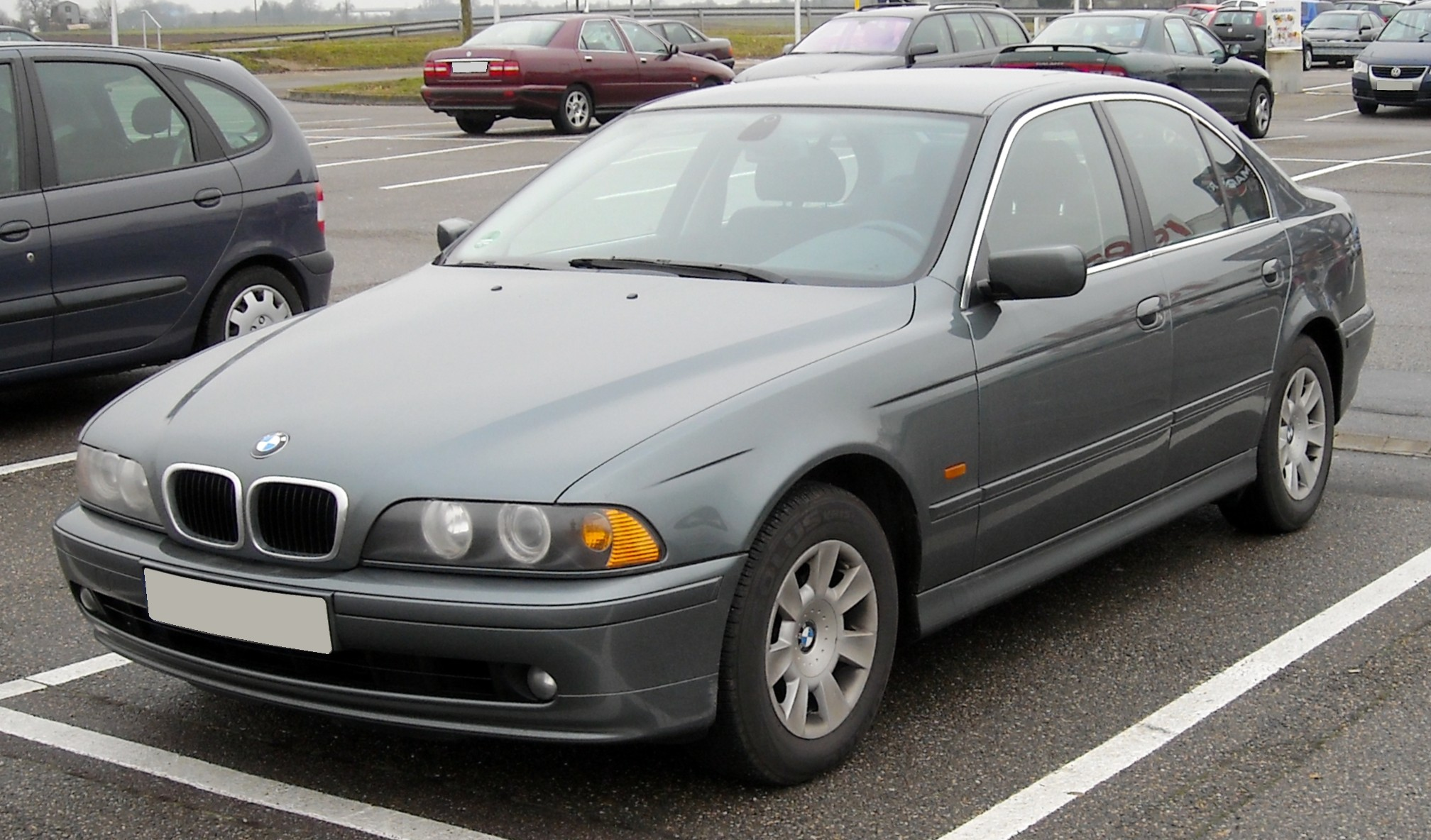
BMW 520i E39 Limousine (2000–2003)
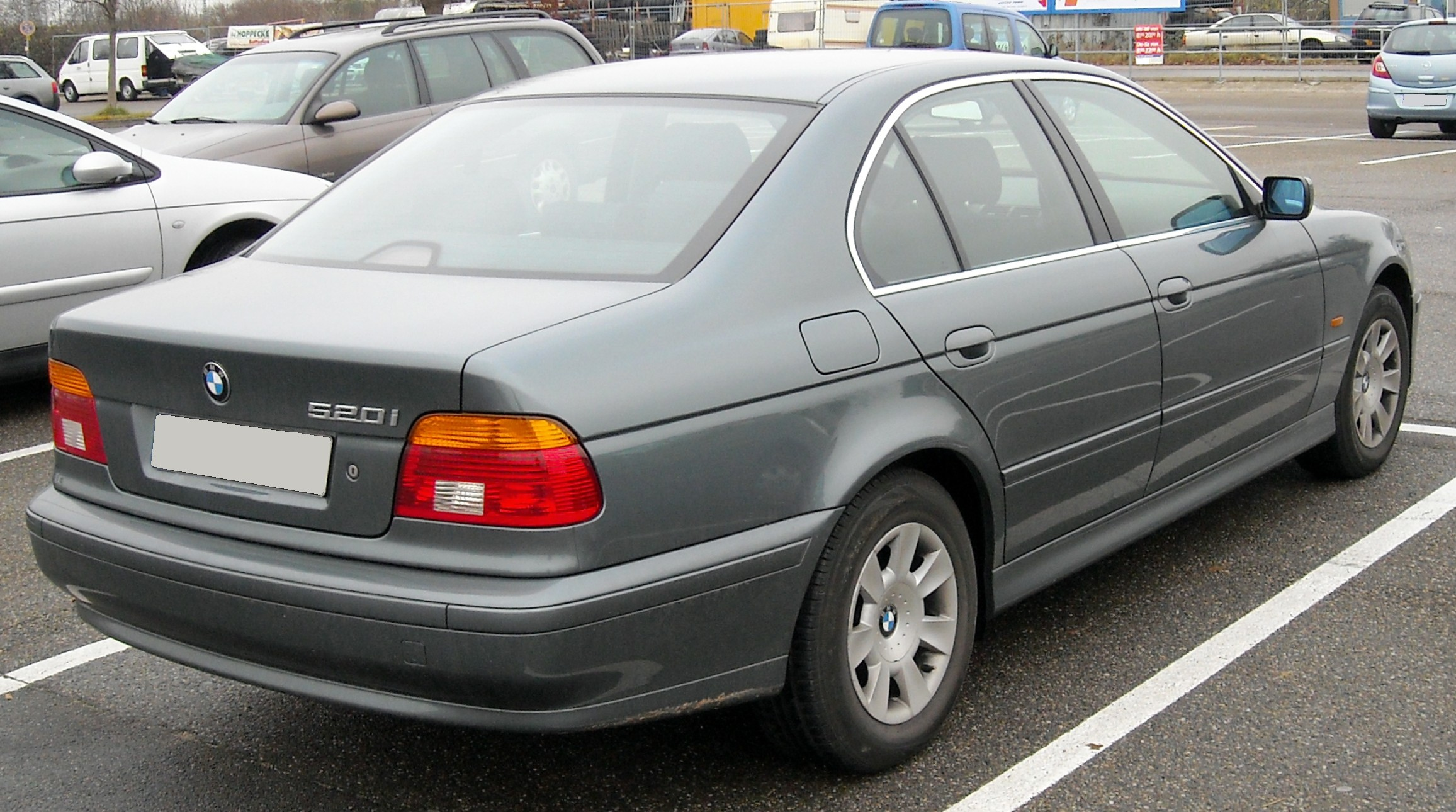
BMW 520i E39 Limousine (2000–2003)
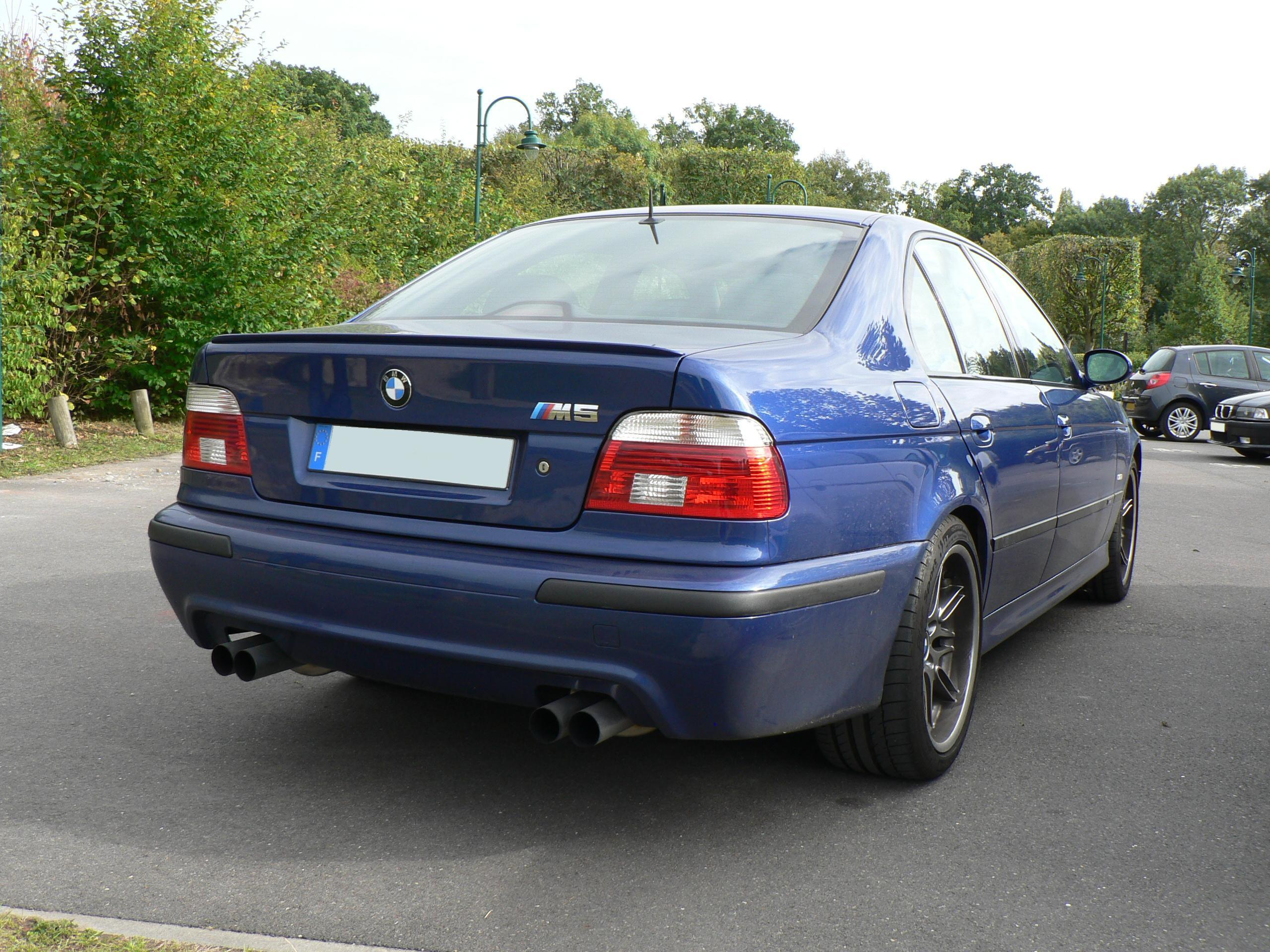
BMW E39 M5
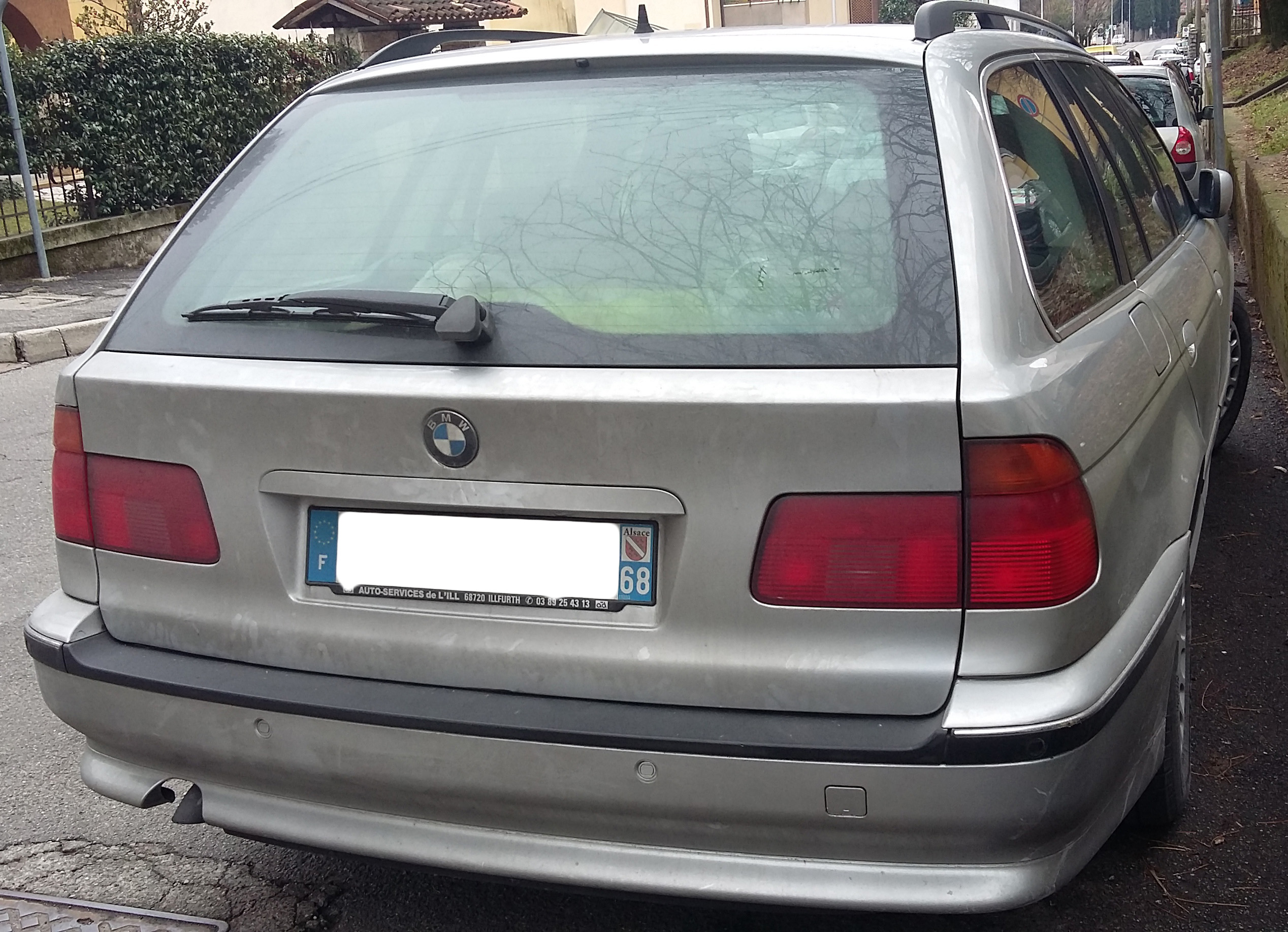
BMW E39 Touring (1996–2000)
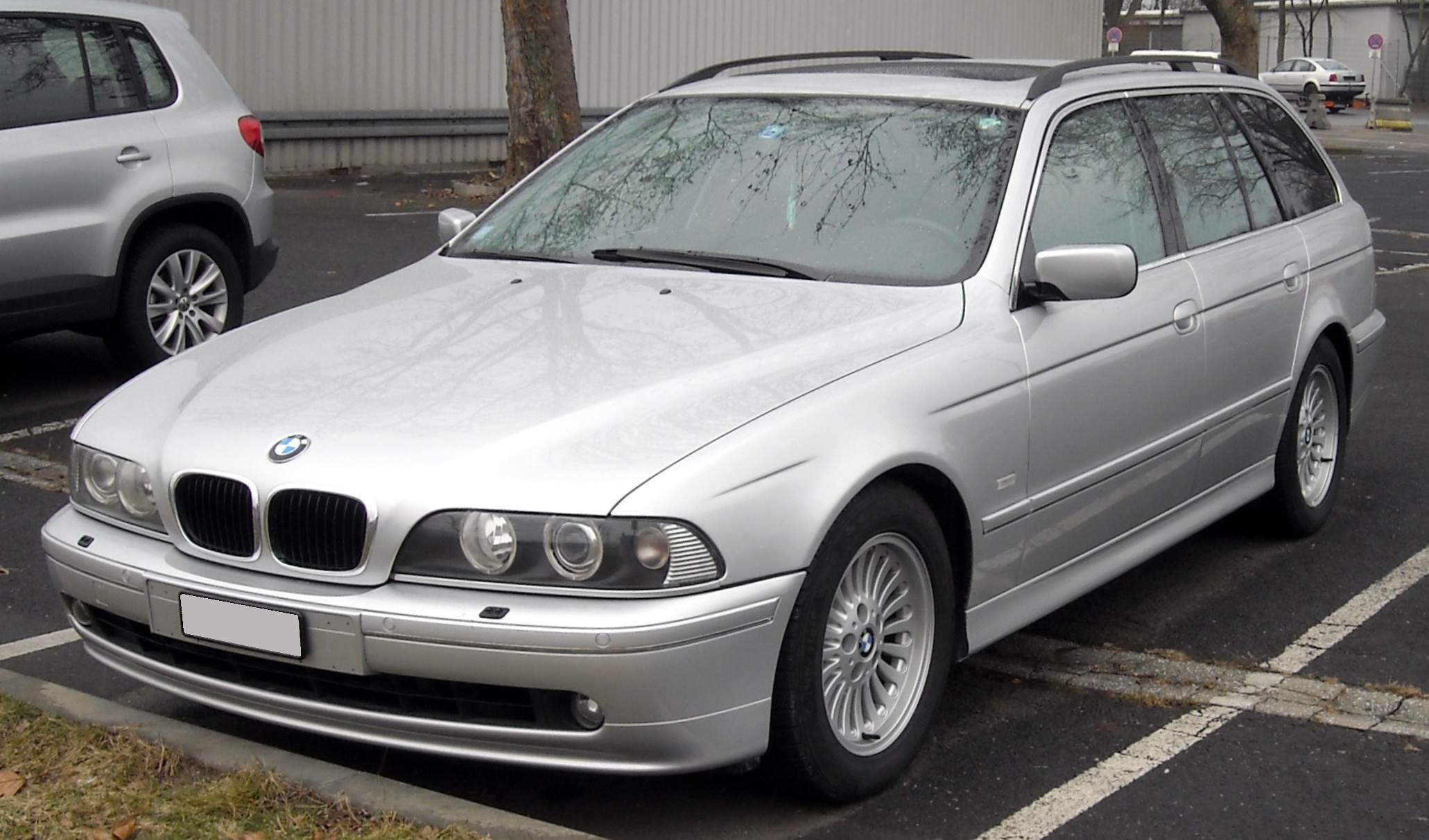
BMW E39 Touring (2000–2004)
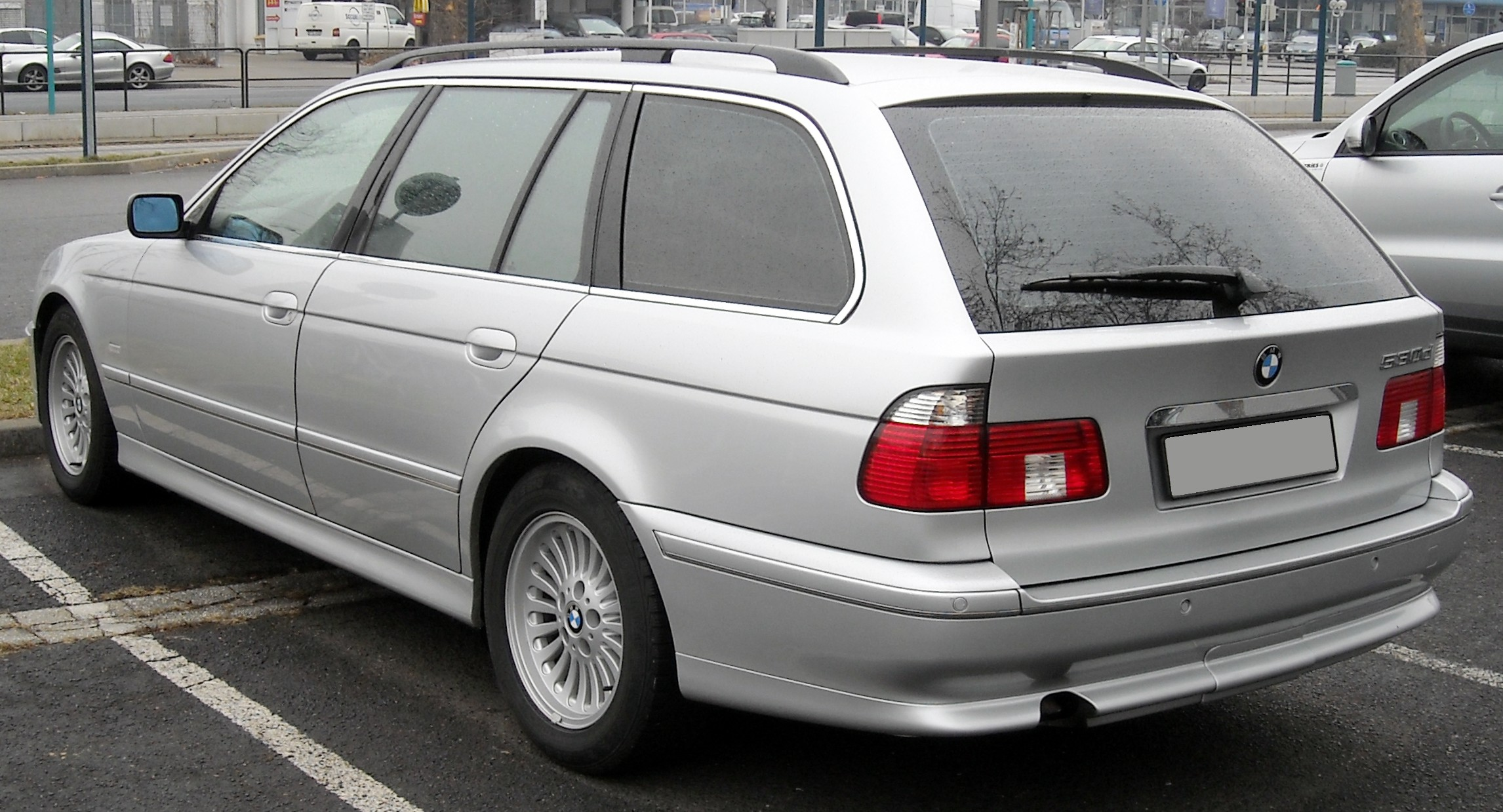
BMW E39 Touring (2000–2004)
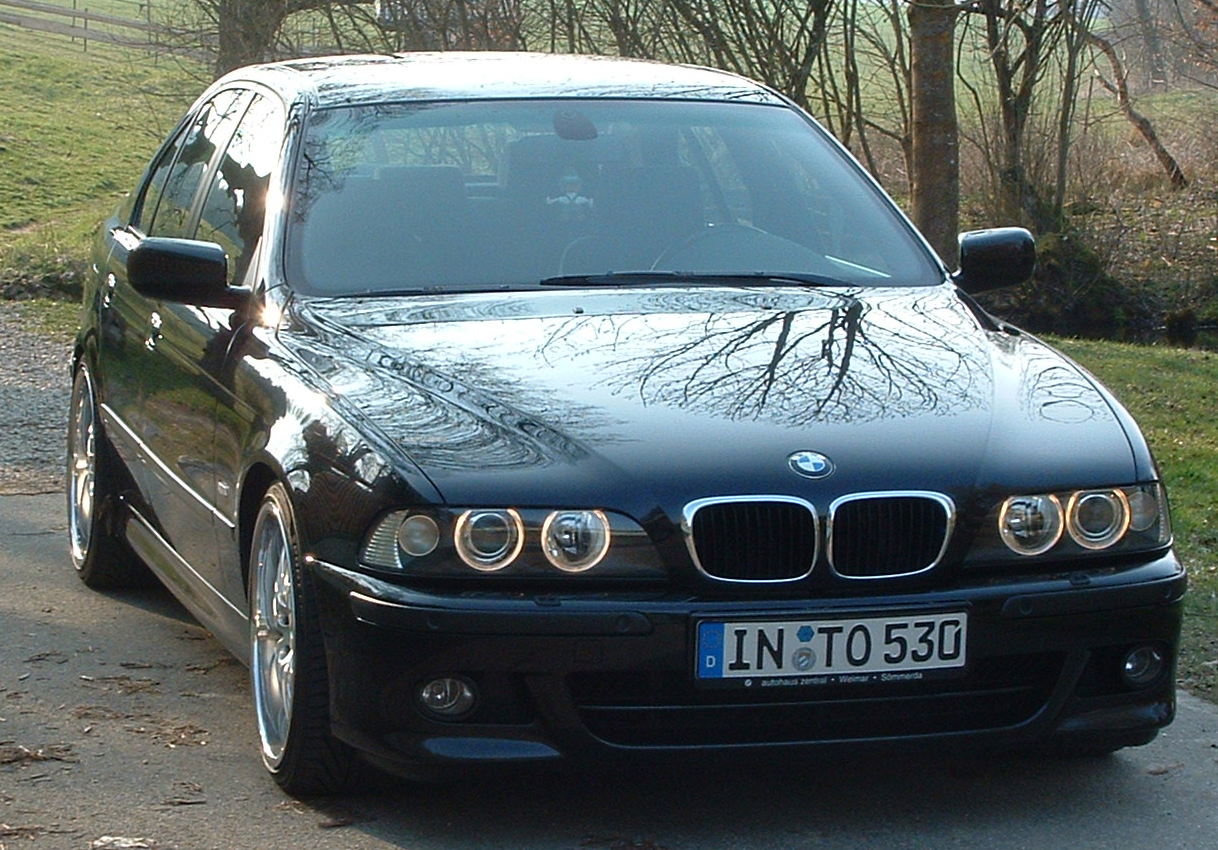
BMW E39 po faceliftu s populárními „angel eyes“

### Motory

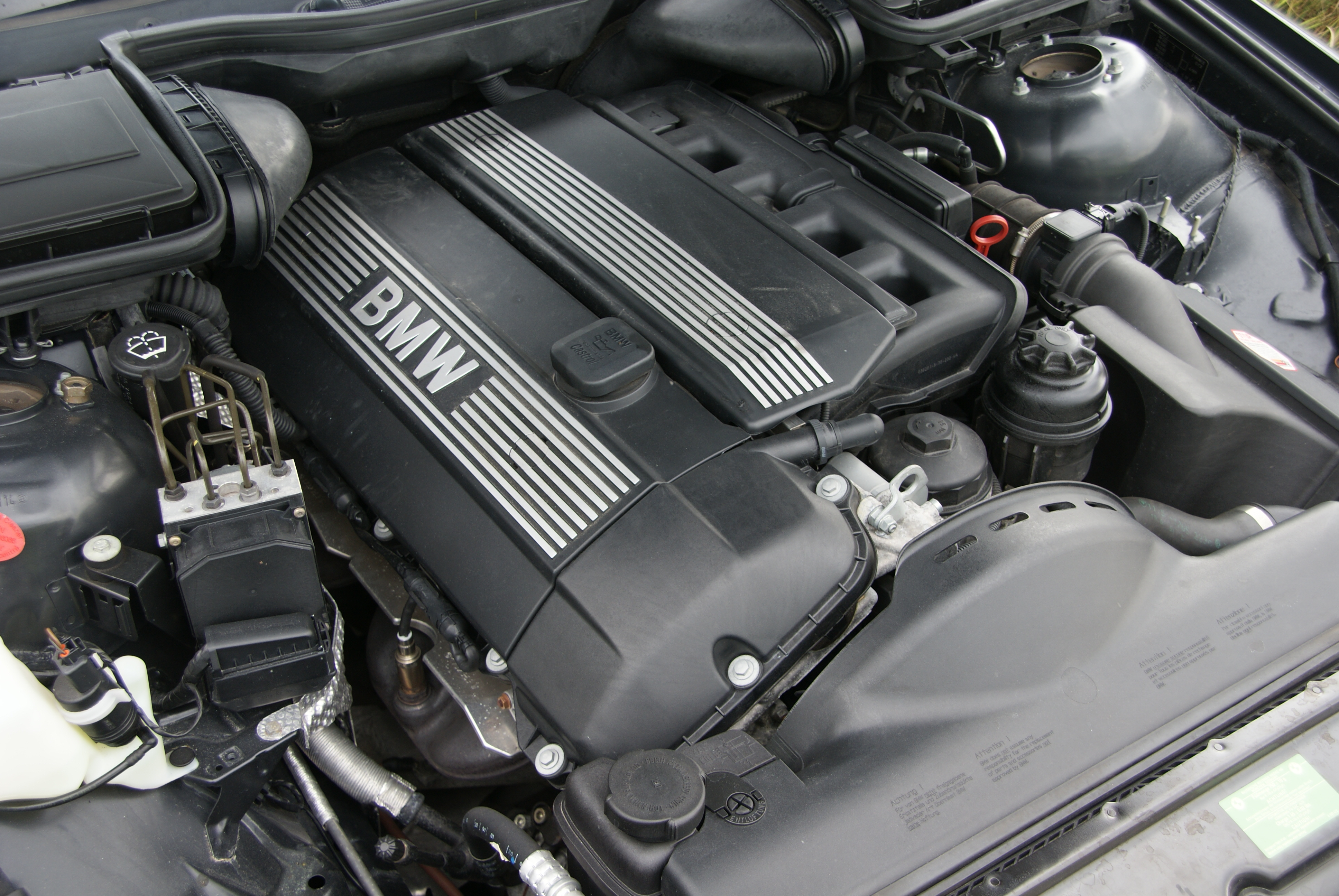
Motor BMW M54B25 v modelu 525i
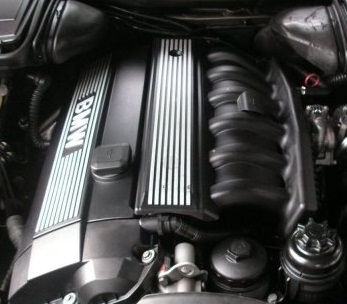
Motor BMW M52B28 v modelu 528i
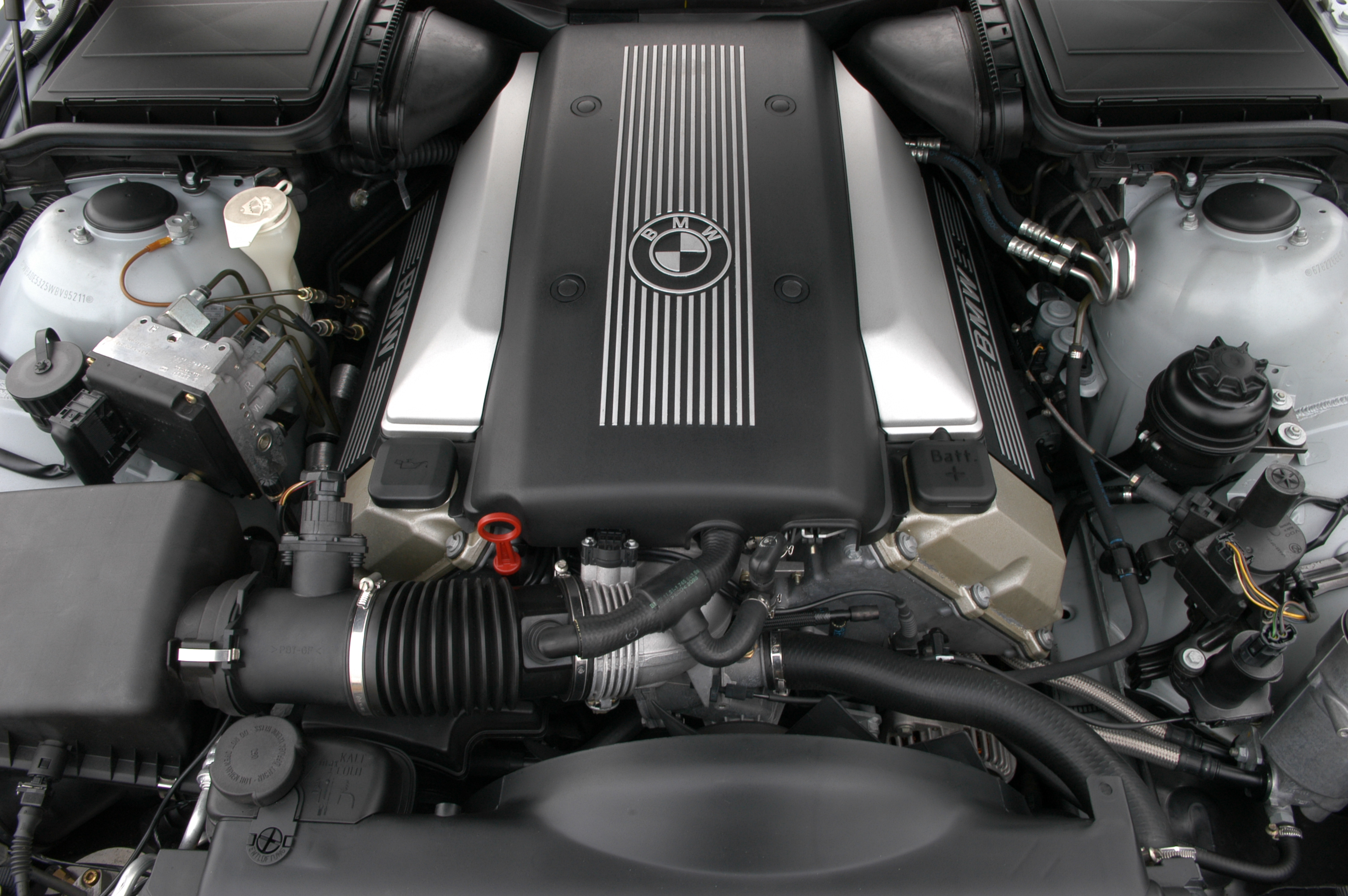
Motor BMW M62B44 v modelu 540i
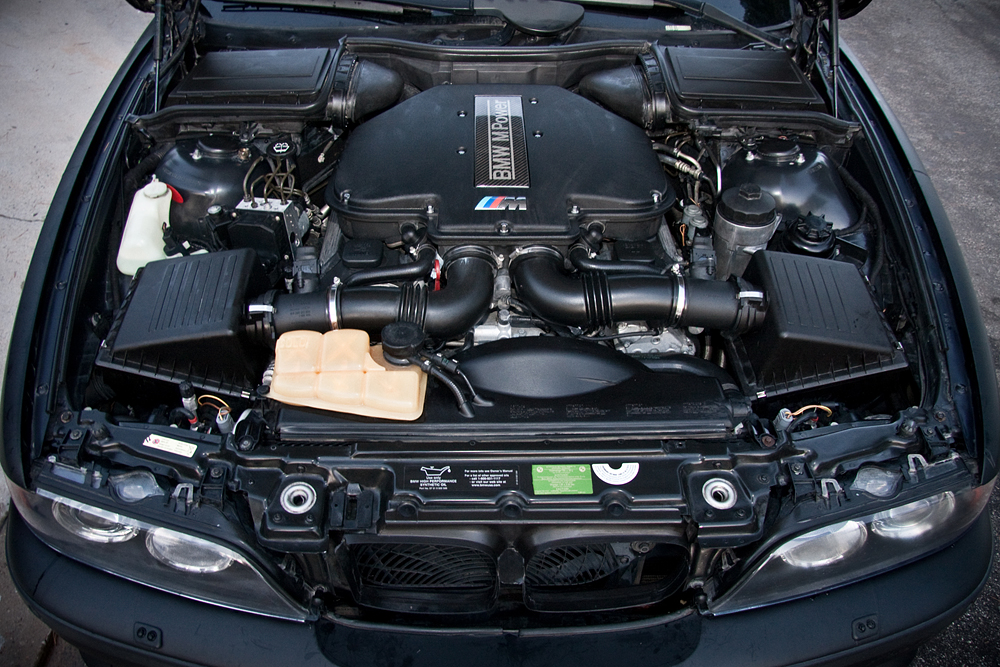
Motor BMW S62B50 v modelu M5

- 520i – 110/125 kW (1996–2000/2000–2003)
- 523i – 125 kW (1995–2000)
- 525i – 141 kW (2000–2003)
- 528i – 142 kW (1995–2000)
- 530i – 170 kW (2000–2003)
- 535i – 180 kW (1996–2003)
- 540i – 210 kW (1996–2003)
- M5 – 294 kW (1998–2003)
- 525td – 85 kW (1996–2000) pochází z E34
- 525tds – 105 kW (1996–2000) 525td s mezichladičem plnicího vzduchu a úpravami na turbu; pochází z E34
- 520d – 105 kW (2000–2003)
- 525d – 120 kW (2000–2003) hliníkový motor se systémem Common-rail
- 530d – 135/142 kW (1998–2000/2000–2003) hliníkový motor se systémem Common-rail

#### Přehled motorů (1995–2000)
| Model           | Motor           | Počet válců     | Počet ventilů   | Ventilový rozvod | Vrtání × zdvih [mm] | Zdvihový objem [cm3] | Kompresní poměr | Příprava směsi  | Přeplňování     | KAT             | Max. výkon [kW (k) při ot./min] | Max. točivý moment [Nm při ot./min] | Období výroby   |
| Zážehové motory | Zážehové motory | Zážehové motory | Zážehové motory | Zážehové motory  | Zážehové motory     | Zážehové motory      | Zážehové motory | Zážehové motory | Zážehové motory | Zážehové motory | Zážehové motory                 | Zážehové motory                     | Zážehové motory |
| --------------- | --------------- | --------------- | --------------- | ---------------- | ------------------- | -------------------- | --------------- | --------------- | --------------- | --------------- | ------------------------------- | ----------------------------------- | --------------- |
| 520i            | M52B20          | R6              | 24V             | DOHC             | 80,0 × 66,0         | 1991                 | 11,0:1          | EFI             | ne              | ano             | 110 (150) při 5900              | 190 při 4200                        | 1995–1998       |
| 520i            | M52TÜB20        | R6              | 24V             | DOHC             | 80,0 × 66,0         | 1991                 | 11,0:1          | EFI             | ne              | ano             | 110 (150) při 5900              | 190 při 3500                        | 1998–2000       |
| 523i            | M52B25          | R6              | 24V             | DOHC             | 84,0 × 75,0         | 2494                 | 10,5:1          | EFI             | ne              | ano             | 125 (170) při 5500              | 245 při 3950                        | 1995–1998       |
| 523i            | M52TÜB25        | R6              | 24V             | DOHC             | 84,0 × 75,0         | 2494                 | 10,5:1          | EFI             | ne              | ano             | 125 (170) při 5500              | 245 při 3500                        | 1998–2000       |
| 528i            | M52B28          | R6              | 24V             | DOHC             | 84,0 × 84,0         | 2793                 | 10,2:1          | EFI             | ne              | ano             | 142 (193) při 5300              | 280 při 3950                        | 1995–1998       |
| 528i            | M52TÜB28        | R6              | 24V             | DOHC             | 84,0 × 84,0         | 2793                 | 10,2:1          | EFI             | ne              | ano             | 142 (193) při 5500              | 280 při 3500                        | 1998–2000       |
| 535i            | M62B35          | V8              | 32V             | 2 × DOHC         | 84,0 × 78,9         | 3498                 | 10,0:1          | EFI             | ne              | ano             | 173 (235) při 5700              | 320 při 3300                        | 1996–1998       |
| 535i            | M62TÜB35        | V8              | 32V             | 2 × DOHC         | 84,0 × 78,9         | 3498                 | 10,0:1          | EFI             | ne              | ano             | 180 (245) při 5800              | 345 při 3800                        | 1998–2000       |
| 540i            | M62B44          | V8              | 32V             | 2 × DOHC         | 92,0 × 82,7         | 4398                 | 10,0:1          | EFI             | ne              | ano             | 210 (286) při 5700              | 420 při 3900                        | 1996–1998       |
| 540i            | M62TÜB44        | V8              | 32V             | 2 × DOHC         | 92,0 × 82,7         | 4398                 | 10,0:1          | EFI             | ne              | ano             | 210 (286) při 5400              | 440 při 3600                        | 1998–2000       |
| M5              | S62B50          | V8              | 32V             | 2 × DOHC         | 94,0 × 89,0         | 4941                 | 11,0:1          | EFI             | ne              | ano             | 294 (400) při 6600              | 500 při 3800                        | 1998–2000       |
| Vznětové motory |                 |                 |                 |                  |                     |                      |                 |                 |                 |                 |                                 |                                     |                 |
| 525td           | M51D25          | R6              | 12V             | SOHC             | 80,0 × 82,8         | 2497                 | 22,0:1          | IDI–VEP         | T               | ano             | 85 (115) při 4800               | 230 při 1900                        | 1996–2000       |
| 525tds          | M51D25          | R6              | 12V             | SOHC             | 80,0 × 82,8         | 2497                 | 22,0:1          | IDI–VEP         | T, IC           | ano             | 105 (143) při 4600              | 280 při 2200                        | 1996–2000       |
| 530d            | M57D30          | R6              | 24V             | DOHC             | 84,0 × 88,0         | 2926                 | 18,0:1          | DI–CR           | VGT, IC         | ano             | 135 (184) při 4000              | 390 při 1750–3200                   | 1998–2000       |

#### Přehled motorů (2000–2004)

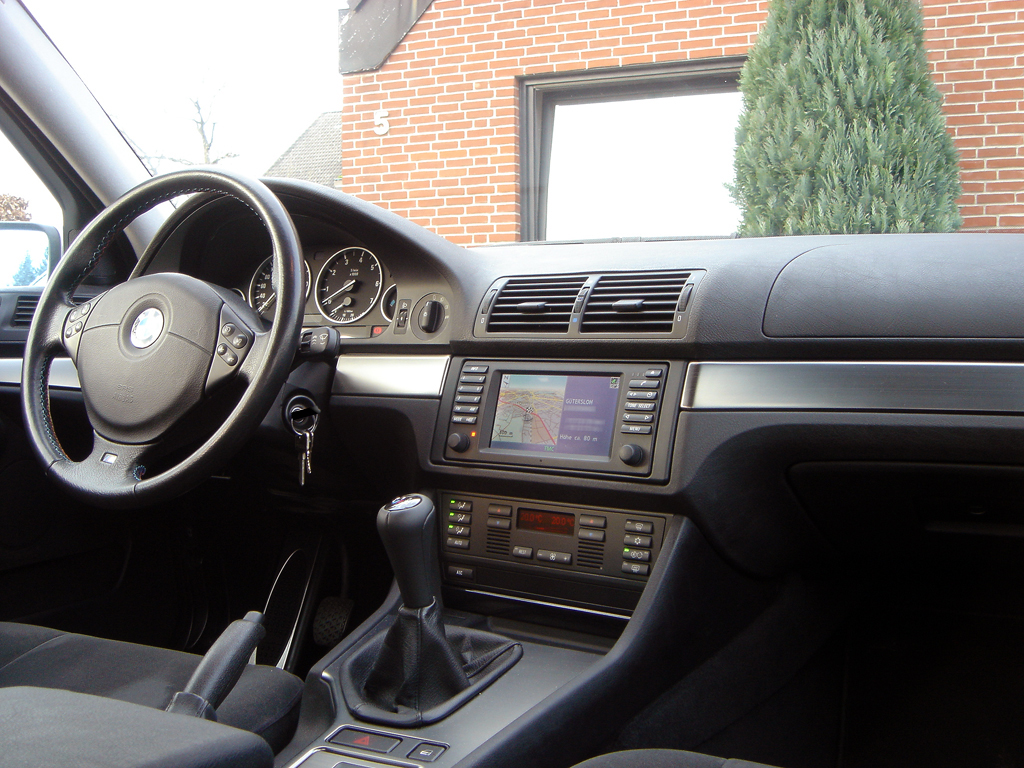
Interiér BMW E39 (po faceliftu)

| Model           | Motor           | Počet válců     | Počet ventilů   | Ventilový rozvod | Vrtání × zdvih [mm] | Zdvihový objem [cm3] | Kompresní poměr | Příprava směsi  | Přeplňování     | KAT             | Max. výkon [kW (k) při ot./min] | Max. točivý moment [Nm při ot./min] | Období výroby   |
| Zážehové motory | Zážehové motory | Zážehové motory | Zážehové motory | Zážehové motory  | Zážehové motory     | Zážehové motory      | Zážehové motory | Zážehové motory | Zážehové motory | Zážehové motory | Zážehové motory                 | Zážehové motory                     | Zážehové motory |
| --------------- | --------------- | --------------- | --------------- | ---------------- | ------------------- | -------------------- | --------------- | --------------- | --------------- | --------------- | ------------------------------- | ----------------------------------- | --------------- |
| 520i            | M54B22          | R6              | 24V             | DOHC             | 80,0 × 72,0         | 2171                 | 10,7:1          | EFI             | ne              | ano             | 125 (170) při 6100              | 210 při 3500                        | 2000–2004       |
| 525i            | M54B25          | R6              | 24V             | DOHC             | 84,0 × 75,0         | 2494                 | 10,5:1          | EFI             | ne              | ano             | 141 (192) při 6000              | 245 při 3500                        | 2000–2004       |
| 530i            | M54B30          | R6              | 24V             | DOHC             | 84,0 × 89,6         | 2979                 | 10,2:1          | EFI             | ne              | ano             | 170 (231) při 5900              | 300 při 3500                        | 2000–2004       |
| 535i            | M62TÜB35        | V8              | 32V             | 2 × DOHC         | 84,0 × 78,9         | 3498                 | 10,0:1          | EFI             | ne              | ano             | 180 (245) při 5800              | 345 při 3800                        | 2000–2003       |
| 540i            | M62TÜB44        | V8              | 32V             | 2 × DOHC         | 92,0 × 82,7         | 4398                 | 10,0:1          | EFI             | ne              | ano             | 210 (286) při 5400              | 440 při 3600                        | 2000–2004       |
| M5              | S62B50          | V8              | 32V             | 2 × DOHC         | 94,0 × 89,0         | 4941                 | 11,0:1          | EFI             | ne              | ano             | 294 (400) při 6600              | 500 při 3800                        | 2000–2003       |
| Vznětové motory |                 |                 |                 |                  |                     |                      |                 |                 |                 |                 |                                 |                                     |                 |
| 520d            | M47D20          | R4              | 16V             | DOHC             | 84,0 × 88,0         | 1951                 | 19,0:1          | DI–VEP          | VGT, IC         | ano             | 100 (136) při 4000              | 280 při 1750                        | 2000–2003       |
| 525d            | M57D25          | R6              | 24V             | DOHC             | 80,0 × 82,8         | 2497                 | 17,5:1          | DI–CR           | VGT, IC         | ano             | 120 (163) při 4000              | 350 při 2000–2500                   | 2000–2004       |
| 530d            | M57D30          | R6              | 24V             | DOHC             | 84,0 × 88,0         | 2926                 | 18,0:1          | DI–CR           | VGT, IC         | ano             | 142 (193) při 4000              | 410 při 1750–3000                   | 2000–2004       |

### Produkce
Limousine: 1995–2003

Touring: 1997–2004

## Pátá generace – E60/E61 (2003–2010)

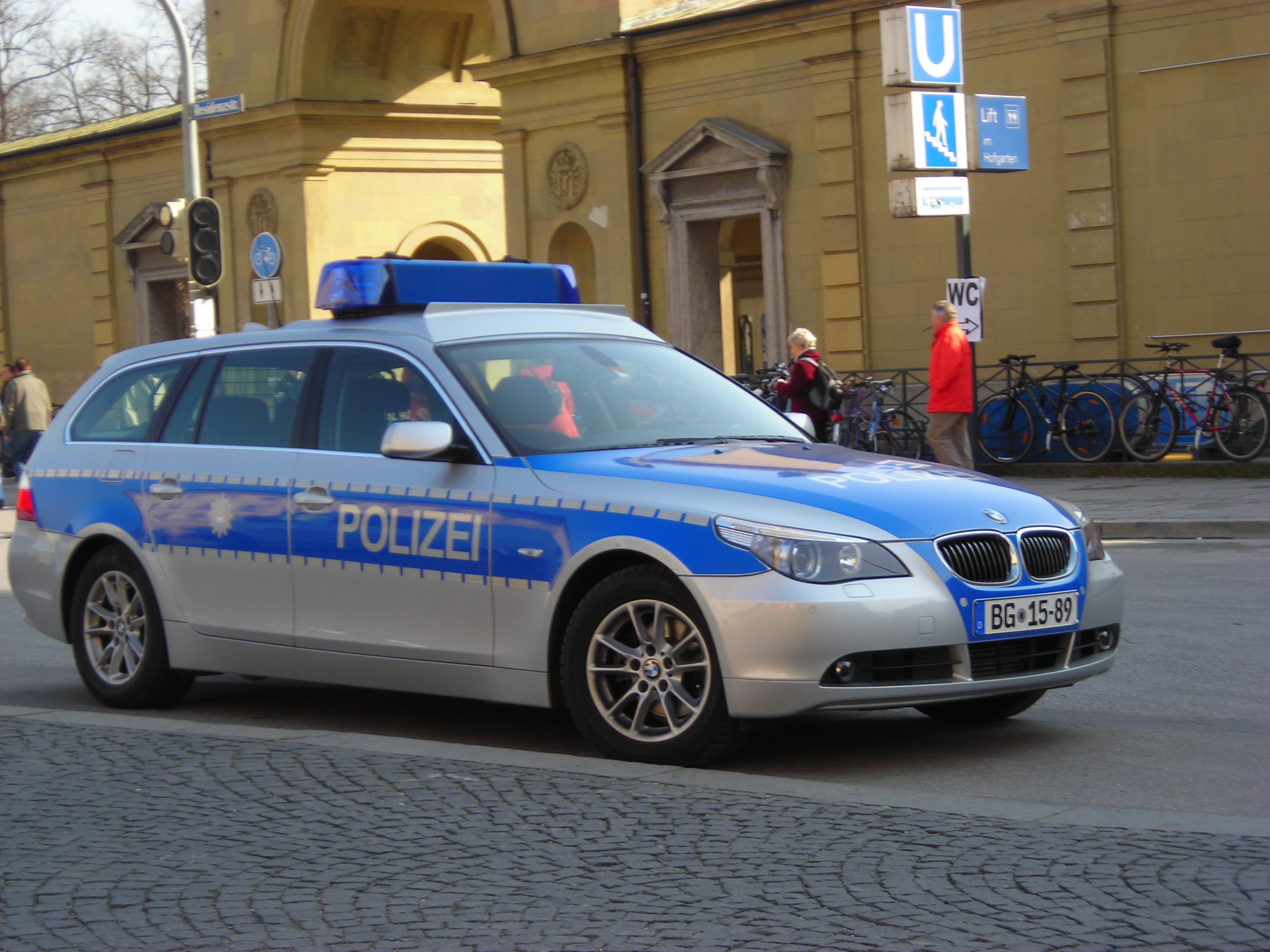
Touring v barvách německé policie.

BMW E60 bylo uvedeno do výroby v roce 2003, kombi o rok později.
Model E60 dostal zcela nový vzhled, který byl inspirován sedmičkovou řadou. Sklidil ovšem vlnu kritiky za nevyváženost přední a zadní partie (u sedanu) a mnoha motoristům se více líbí předchozí generace.  Tento automobil byl vyráběn i s pohonem 4×4.
Na jaře roku 2007 prošla řada E60 decentním faceliftem.

## Šestá generace – F10/F11 (2010–2017)
Před představením nové řady 5, BMW ještě roku 2009 uvedlo verzi GranTurismo, označovanou jako BMW řady 5 GT.

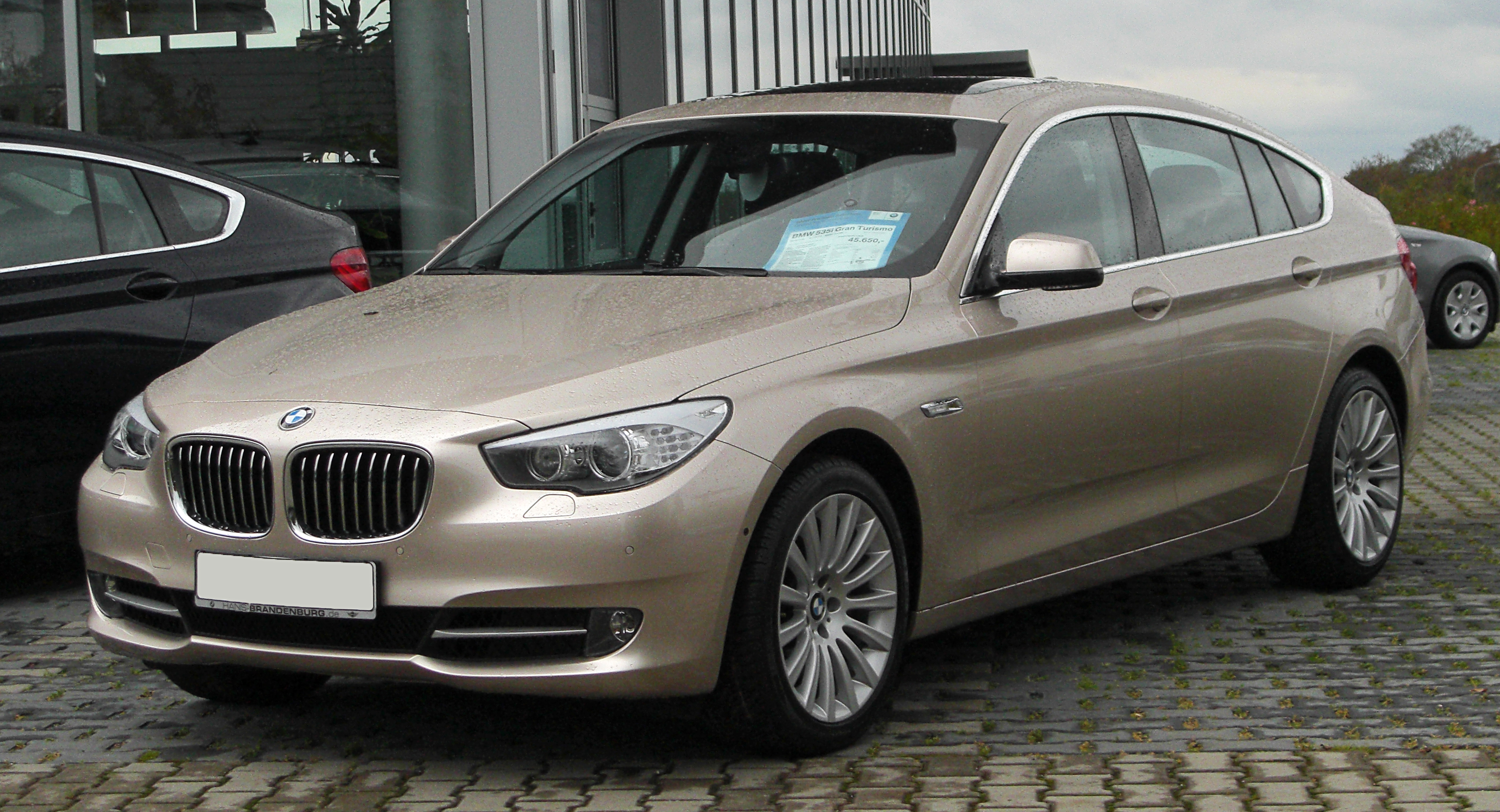
BMW 535i GT

## Sedmá generace – G30/G31/G38 (2017–2023)
BMW G30/G31/G38 je sedmá generace řady 5. Ta byla oficiálně oznámena v říjnu 2016 a prodeje začaly v únoru 2017.

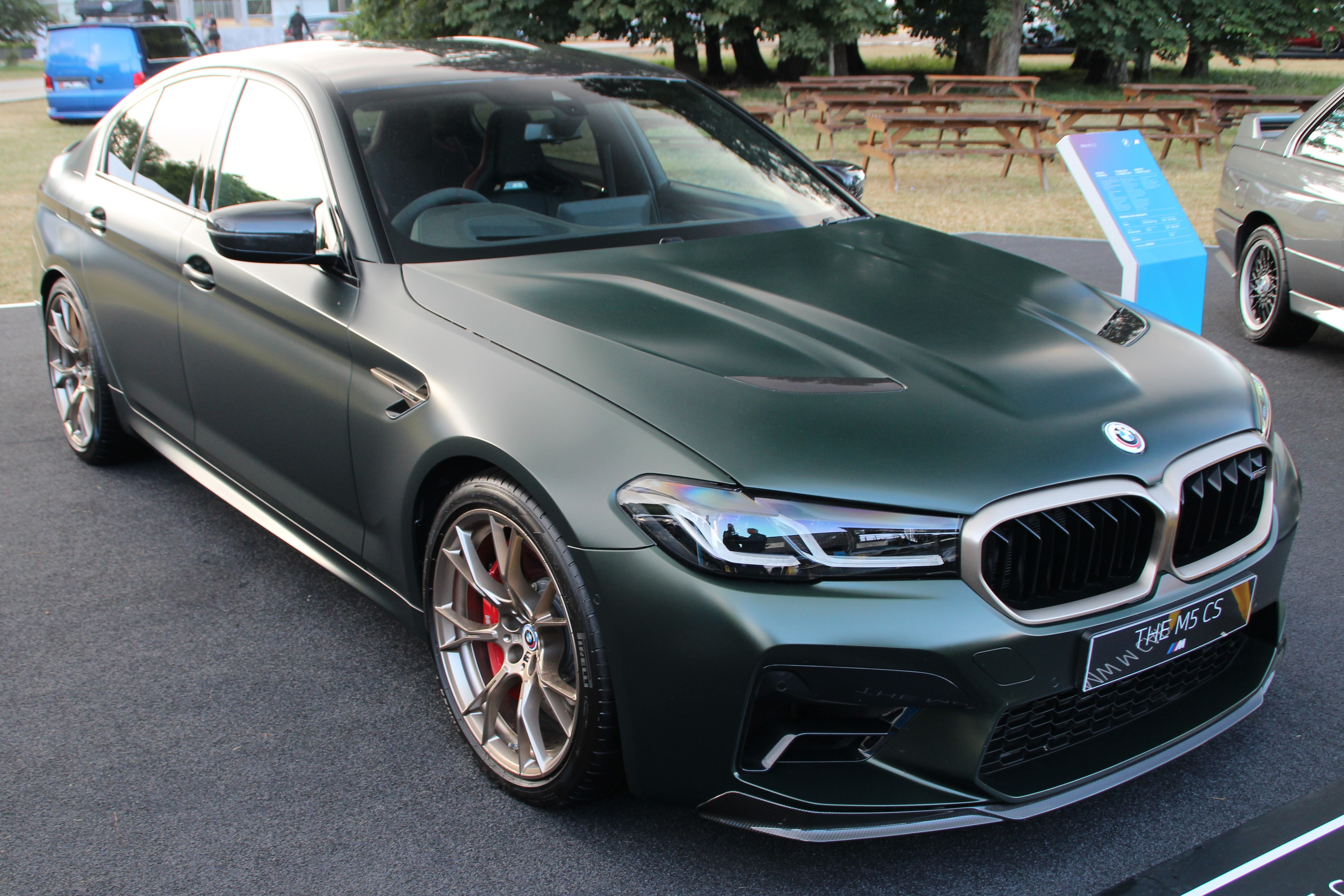
BMW M5 CS– 460kW (635k), jedná se o nejsilnější sériově vyráběný vůz od mnichovské automobilky

## Osmá generace – G60/G61/G68 (2023–současnost)
BMW G60/G61/G68 je osmá generace řady 5. Byla oznámena 24. května 2023, její výroba byla zahájena v létě 2023 v továrně BMW Dingolfing.